# Федеральный архив Германии
Федеральный архив Германии (нем. Bundesarchiv) — государственный архив Германии. Создан в 1952 году, находится в городе Кобленц.
С 1998 года архив находится в ведении уполномоченного федерального правительства по культуре и средствам массовой информации, до этого был в подчинении Министерства внутренних дел. Бюджет Федерального архива Германии на 2009 год составил 54,6 миллиона евро. Число сотрудников архива — 800 человек. 6 декабря 2008 года Федеральный архив передал в общественное пользование сто тысяч своих фотографий, разместив их в оцифрованном виде на Викискладе.

## История архива
Предшественником Федерального архива был Немецкий государственный архив (Reichsarchiv), созданный в 1919 году в Потсдаме. Его основой стали различные архивы государственных образований, существовавших на территории Германии; старейший документ в архиве датировался 1411 годом. Фотографии и фильмы, имевшиеся в архиве, имели большей частью неправительственное происхождение. Более половины материалов этого архива погибло во время Второй мировой войны.
В 1946 году в Потсдаме, на территории Советской зоны оккупации, был основан Немецкий центральный архив (Deutsches Zentralarchiv). Часть документов Государственного архива, которые после Второй мировой войны были вывезены в СССР, в конце 1950-х годов были возвращены в Немецкий центральный архив. В 1973 году архив был переименован в Центральный государственный архив (нем. Zentrales Staatsarchiv).

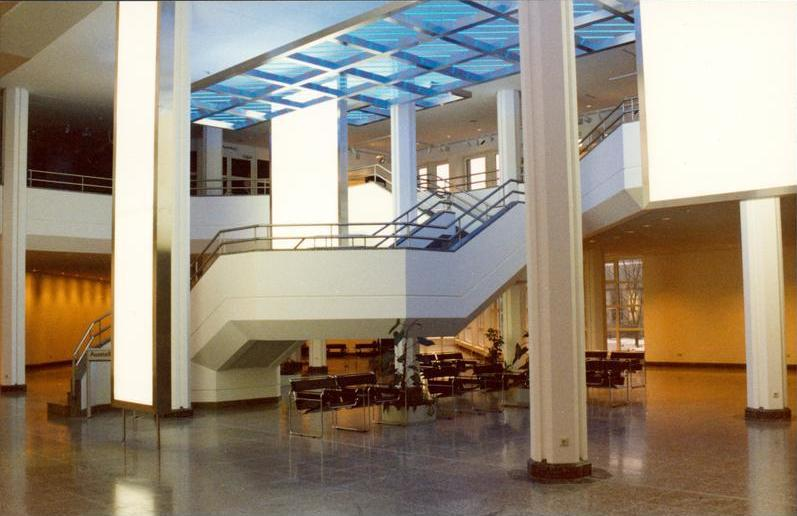
Фойе главного здания Немецкого федерального архива в Кобленце. Фотография 1998 года.

Правительство Западной Германии в 1950 году приняло решение о создании нового архива в городе Кобленц. В 1952 году проект был реализован. Немецкие архивные документы, ранее конфискованные оккупационными властями США и Великобритания, в 1955 году были возвращены в новый Немецкий федеральный архив, в отделение военных архивов, специально созданное для этих целей. В 1988 году в Германии был принят Закон о федеральных архивах, который расширил функции Немецкого федерального архива.
После того, как в 1990 году произошло объединение Германии, были объединены и два государственных архива Западной Германии и ГДР — Немецкий федеральный архив и Центральный государственный архив. Прежде самостоятельные Национальный архив фильмов ГДР и Военный архив ГДР также вошли в состав объединённого архива.

## Объекты хранения
Коллекция Немецкого федерального архива состоит из документов, относящихся к Западной Германии времён до объединения и к современной Германии, а также из документов, относящихся к имперскому прошлому Германии и к ГДР. Помимо государственных документов, в архиве хранятся материалы, относящиеся к деятельности политических партий и общественных организаций, а также исторические коллекции. В архиве хранятся как текстовые документы, так и фотографии, фильмы, плакаты, а также материалы в электронном виде.

## Руководители архива

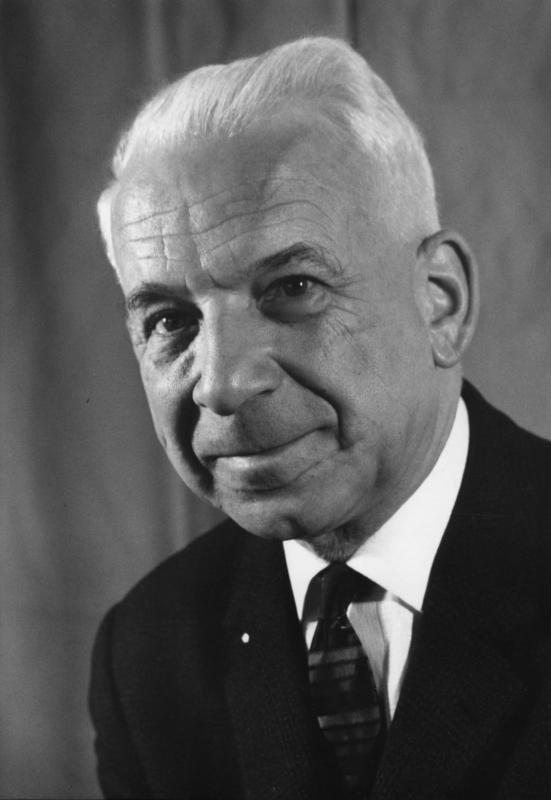
Карл Брухманн

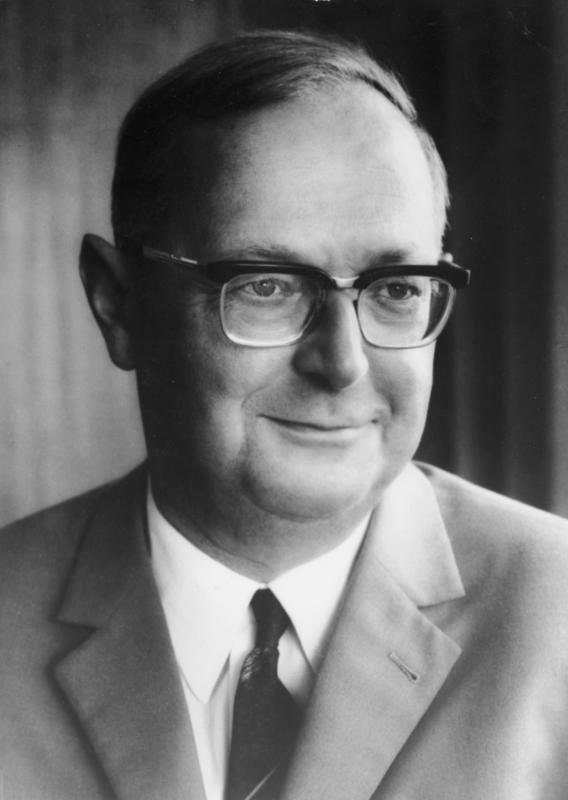
Вольфганг Моммзен

С 1999 по 2011 год Немецким федеральным архивом руководил Хартмут Вебер, 3 мая 2011 на этом посту его сменил Михаэль Хольманн (род. 1961), историк и архивист. Хольманн — седьмой руководитель архива с момента создания учреждения. Должность первых двух руководителей архива называлась «директор» (нем. Direktor), с 1967 года это должность называется «президент» (нем. Präsident).
| Годы      | Руководители         |                    |
| --------- | -------------------- | ------------------ |
| 1952—1960 | Georg Winter         | Винтер, Георг      |
| 1961—1967 | Karl Bruchmann       | Брухманн, Карл     |
| 1967—1972 | Wolfgang A. Mommsen  | Моммзен, Вольфганг |
| 1972—1989 | Hans Booms           | Бумс, Ганс         |
| 1989—1999 | Friedrich Kahlenberg | Каленберг, Фридрих |
| 1999—2011 | Hartmut Weber        | Вебер, Хартмут     |
| с 2011    | Michael Hollmann     | Хольманн, Михаэль  |